# Zyxomma petiolatum
Zyxomma petiolatum – gatunek ważki z rodziny ważkowatych (Libellulidae).